# Seseli acaulis
Seseli acaulis är en växtart i släktet Seseli och familjen flockblommiga växter.
Arten är en perenn ört som förekommer i centrala Xinjiang. Den beskrevs först som Libanotis acaulis av Ren Hwa Shan och Men Lan Sheh 1983, och fick sitt nu gällande namn av Vera Vinogradnova 1989.